# Eimear O'Kane
Eimear O'Kane é uma produtora cinematográfica irlandesa. Como reconhecimento, foi nomeada ao Oscar 2012 na categoria de Melhor Curta-metragem por Pentecost.